# Bătălia de la râul Vorskla
Bătălia de pe Râul Vorskla a avut loc pe 12 august 1399, între o coaliție formată din lituanieni, polonezi, teutoni, moldoveni, valahi și tătari răsculați conduși de Vitold și armata Hoardei de Aur condusă de hanul Timur Kutlug. Aceasta, una din cele mai sângeroase bătălii ale secolului al XIV-lea din Europa de Est, s-a încheiat cu înfrângerea decisivă a coaliției creștine.

## Context
În 1398 hanul Tohtamâș, care lupta pentru unificarea Hoardei de Aur sub autoritatea sa unică, se confrunta cu un adversar puternic și periculos, Timur Kutlug. Tohtamîș, fiind învins de Timur Kutlug, fuge împreună cu familia sa la Vitold în Kiev. Vitold a văzut în Tohtamâș un instrument al politicii expansioniste, prin care a dorit să supună Hoarda de Aur și să-i influențeze politica (acțiunile anterioare, în special, campaniile din 1397 și 1398 au fost de succes, însă nu au adus mari câștiguri politice marelui ducat).
Aflând că Tohtamîș este la Kiev, Timur Kutlug a trimis emisarii săi, cerând să-i fie predat fugarul, dar Vitold a refuzat. În plus, ducele l-a amenințat pe han cu o nouă campanie, care și așa era printre planurile marelui ducat. Vitold a adunat trupele în 1399 și și-a așezat armata pe râul Vorskla. Timur Kutlug s-a speriat de armata lituaniană mare și bine echipată, și a mers la negocieri. Cursul ulterior al evenimentelor a fost întrerupt de sosirea emirului Edigu, care l-a convins pe Timur Kutlug să rupă tratativele cu Vitold și să se pregătească pentru luptă.

## Bătălia
Armata unită a lui Vitold a început să se adune în Kiev, în primăvara anului 1399. A ieșit din Kiev pe 8 august, și peste câteva zile a ajuns la râul Vorskla, locul viitor al câmpului de luptă, unde a venit, de asemenea, și armata tătară. Hanul, văzând puterea și numărul mare de trupe lituaniene a început negocierile pentru pace. Vitold avea cerințe de câștigător, și emirul Edigu a refuzat să negocieze cu el.
Bătălia a început pe 12 august. După lupta dintre un morza tătar și cavalerul lituanian Syrykomla, încheiată cu victoria celui din urmă, armata lituaniană a început traversarea râului. Tătarii au întâmpinat-o cu un atac frontal, iar o parte a cavaleriei lor a lovit flancurile, închizând rândurile și despărțind armata lituaniană de cea poloneză. În ciuda numărului mare de trupe și a echipamentului lituanian superior (inclusiv artilerie, a cărei utilizare a fost însă ineficientă împotriva călăreților, muschetelor și arbaletelor), armata lui Vitold nu a putut rezista, și a fost învinsă. Hoarda a urmărit resturile trupelor lui Vitold până la Kiev. Cei mai mulți dintre comandanți (circa 50) au fost uciși; Vitold însuși a fost rănit și a scăpat cu greu. Vitold, Tohtamâș, precum și aliații germani au fugit de pe câmpul de luptă. Urmărind inamicul în retragere, tătarii au devastat teritoriile lituaniene, iar Kievul, cu o recompensă uriașă (3.000 de grivne lituaniene), a reușit să se achite de atacul tătarilor, care amenințau să distrugă orașul.